# Rafał Stankiewicz
Rafał Robert Stankiewicz (ur. 19 września 1973 w Opatowie) – polski prawnik, radca prawny, profesor nauk społecznych w dyscyplinie nauki prawne, specjalista w zakresie prawa administracyjnego i postępowania administracyjnego.

## Życiorys
Ukończył studia prawnicze na Wydziale Prawa i Administracji Uniwersytetu Warszawskiego, a także studia politologiczne i ekonomiczne na tym uniwersytecie. W 2005 na WPiA UW na podstawie napisanej pod kierunkiem Marka Wierzbowskiego rozprawy pt. Kontrola koncentracji przedsiębiorców w regulacji antymonopolowej otrzymał stopień naukowy doktora nauk prawnych w zakresie prawa, specjalność: prawo administracyjne. Tam też w 2015 na podstawie dorobku naukowego oraz rozprawy pt. Model racjonalizacji dostępu do produktu leczniczego. Zagadnienia publicznoprawne uzyskał stopień doktora habilitowanego nauk prawnych w zakresie prawa, specjalność: prawo administracyjne. 28 września 2020 r. otrzymał tytuł naukowy profesora nauk społecznych w dyscyplinie nauki prawne. 
W 2005 został zatrudniony na stanowisku adiunkta na Wydziale Prawa i Administracji Uniwersytetu Warszawskiego. W 2019 powołano go na stanowisko profesora Uniwersytetu Warszawskiego.  Został Kierownikiem Katedry Prawa i Postępowania Administracyjnego na Wydziale Prawa i Administracji Uniwersytetu Warszawskiego. W latach 2005 i 2006 wykładał również prawo unijne na Akademii Leona Koźmińskiego.
Autor ponad 200 publikacji naukowych.
Członek European Law Institute w Wiedniu. Członek Centrum Studiów Antymonopolowych i Regulacyjnych przy Wydziale Zarządzania UW. Wiceprezes Fundacji Ochrony Konkurencji i Regulacji Sektorowej „IUS PUBLICUM”.
W 2004 uzyskał uprawnienia radcy prawnego. Działał w kancelarii prawnej Stankiewicz i Wspólnicy.
Od 2013 pełni funkcję członka Rady Okręgowej Izby Radców Prawnych w Warszawie oraz członka Krajowej Rady Radców Prawnych. Został wicedziekanem Rady Okręgowej Izby Radców Prawnych w Warszawie. Od listopada 2016 pełni funkcję Kierownika Ośrodka Badań, Studiów i Legislacji Krajowej Rady Radców Prawnych.
W listopadzie 2017 został członkiem Społecznej Komisji Kodyfikacyjnej.
Członek rady programowej Narodowego Instytutu Samorządu Terytorialnego w Łodzi. Członek rady programowej Krajowej Szkoły Sądownictwa i Prokuratury w Krakowie. Od 2024 roku jest Kierownikiem Katedry Prawa i Postępowania Administracyjnego na Uniwersytecie Warszawskim.

## Wybrane publikacje
1. ECN+ Directive and Projected Changes in Polish Competition Law. Towards the Political and Judicial Independence of the Polish Competition Authority, w: International Cooperation of Competiton Authorities in Europe: From Bilateral Agreements to TransGovernmental Network, M. Błachucki (ed.), Warsaw 2020: Publishing House of ILS PAS (współautor)
2. Organizacja systemu ochrony zdrowia, System Prawa Medycznego, t. 3,  Warszawa 2020 (redaktor i współautor)
3. Niezależność radcy prawnego, Warszawa 2020 (redaktor i współautor)
4. Model procedury hybrydowej w postępowaniach z zakresu prawa konkurencji i regulacji sektorowej, Katowice 2018 (redaktor i współautor)
5. Koordynacja w prawie administracyjnym, Warszawa 2019
6. Tajemnica zawodowa radcy prawnego, Warszawa 2018 (redaktor i współautor)
7. Krajowe systemy ochrony zdrowia a Unia Europejska. Przykład Polski, Warszawa 2016
8. Instytucje rynku farmaceutycznego, Warszawa 2016
9. Model racjonalizacji dostępu do produktu leczniczego. Zagadnienia publicznoprawne, Warszawa 2014
10. Prawo o postępowaniu przed sądami administracyjnymi. Komentarz,  pod red. R. Hausera i M. Wierzbowskiego Warszawa 2017 (współautor)
11. Kodeks postępowania administracyjnego. Komentarz, pod red. R. Hausera i M. Wierzbowskiego Warszawa 2017 (współautor)
12. Ustawa o refundacji leków, środków spożywczych specjalnego przeznaczenia żywieniowego oraz wyrobów medycznych, pod red. M. Pieklaka i R. Stankiewicza, Warszawa 2014
13. Przedsiębiorca zagraniczny w Polsce. Aspekty prawne, pod red. M. Pawełczyka i R. Stankiewicza, Warszawa 2014
14. Kontrola działalności gospodarczej, pod red. M. Pawełczyka i R. Stankiewicza, Warszawa 2013
15. System Prawa Prywatnego, Tom 15, Prawo konkurencji, pod red. M. Kępińskiego, Warszawa 2013 (współautor)
16. Ustawa o rezerwach strategicznych. Komentarz, pod red. P. Ligenzy, M. Pawełczyka, R. Stankiewicza, Poznań 2012
17. Publicznoprawny status radcy prawnego, pod red. M. Pawełczyka i R. Stankiewicza, Warszawa 2012
18. System Prawa Administracyjnego, T. 6, Podmioty administrujące, pod red. R. Hausera, Z. Niewiadomskiego oraz A. Wróbla, Warszawa 2011 (współautor)
19. Kierunki rozwoju prawa administracyjnego. Prace Członków i Przyjaciół na 5- lecie Koła Naukowego Prawa Administracyjnego na Uniwersytecie Warszawskim, pod red. R. Stankiewicza, Warszawa 2011
20. Współczesne problemy prawa energetycznego, pod red. M. Wierzbowskiego i R. Stankiewicza, Warszawa 2010